# Hirsauer Kirche
Die Hirsauer Kirche (oder auch Hirsauer Kapelle) ist eine Kirche in der Nähe von Offenbach-Hundheim in Rheinland-Pfalz. Sie liegt etwa 500 m flussaufwärts von Hundheim am Glan, wurde im frühen 12. Jahrhundert erbaut und war St. Alban gewidmet. Erstmals urkundlich erwähnt wurde die Kirche 1289, vorhandene Bauteile stammen jedoch vom Anfang des 12. Jahrhunderts. Eine erste Kirche soll es dort schon im 7. Jahrhundert gegeben haben.
In einer Inschrift am Sockel des Turms, die bis in die 1840er Jahre sichtbar gewesen sein soll, wurde das Jahr 1106 als Baujahr angegeben. Aus dieser Zeit stammt der älteste Bauteil, das Langhaus, wie Bearbeitungsspuren an einigen Steinen des Mauerwerkes zeigen. In den Außenmauern wurden auch römische Spolien verbaut. An der Westseite sind Quader mit Zierschlägen eingebaut. Die Fenster auf der Südseite stammen aus dem 16. Jahrhundert. Sie wurden 1507 zusammen mit dem Westportal eingebaut.
Ebenfalls 1507 wurde an der Nordseite des Langhauses ein Seitenschiff angebaut. Es wurde nach dem Dreißigjährigen Krieg abgerissen und erst bei einer Renovierung 1894 neu aufgebaut. Der Zugang vom Langhaus erfolgt durch vier spitzbögige Arkaden, die auf einfachen runden Säulen ruhen. Im Seitenschiff werden heute ein mittelalterlicher Sarkophag und mehrere römische Spolien aufbewahrt.
In der ersten Hälfte des 13. Jahrhunderts wurde der ursprünglich kleinere Altarraum zu dem heute vorhandenen Chorturm umgebaut. Um 1260 wurde ein Kreuzrippengewölbe eingezogen und ein großes  Maßwerkfenster eingesetzt. Der Zugang aus dem Langhaus bildet ein romanischer Rundbogen.
Die Ausmalungen des Altarraumes stammen aus dem 13. Jahrhundert und wurden 1963/64 freigelegt. Die Malerei an der Decke ist durch das Kreuzrippengewölbe viergeteilt. Im östlichen Sektor ist Christus in einer Mandorla dargestellt, der westliche Sektor zeigt die Marienkrönung. In den beiden anderen Sektoren sind die Apostel dargestellt, an der Westwand das jüngste Gericht dargestellt, an der Ostwand die Opferszene von Kain und Abel. Nord- und Südwand zeigen Szenen aus dem Leben Marias und der Passion Christi. Die Wandmalereien wurden schon im 14. Jahrhundert übertüncht.
An der Südseite des Langhauses wurde, nach einer Inschrift im Sockel, im Jahre 1615 die Sakristei angebaut. An einem Eckquader in der Außenmauer sind 2 Längenmaße eingehauen: eine kurpfälzische (53 cm) und eine brabantische (56,5 cm) Elle.
Der Glockenstuhl wurde im 17. Jahrhundert erneuert. Er beherbergt noch zwei gotische Glocken: Die ältere wurde 1480 von Johannes Otto aus Kaiserslautern gegossen, die jüngere um 1500. Eine der Glocken aus der Hirsauer Kirche wurde in der frühen Neuzeit entwendet, um sie in der Protestantischen Pfarrkirche Odenbach aufzuhängen: 1584 wollten die Odenbacher zwei neue Glocken in ihren Kirchturm hängen, wobei jedoch eine abstürzte und zerbrach. Die Obrigkeit wurde von den Odenbacher Kirchenältesten um Ersatz gebeten, worauf die Antwort war, man sollte andernorts nach einer überzähligen Glocke Ausschau halten. Man nahm schließlich eine Glocke der Hirsauer Kirche, als deren Pfarrstelle vakant war – sodass Einwohner des Eßweiler Tales mit den Odenbachern eine Rechnung offen hatten. 1653 ging aus dem Eßweiler Tal eine Beschwerde ein, man möge die Hirsauer Glocke zurückgeben, da die Hirsauer Kirche nun wieder einen Pfarrer und an Festtagen mehr als zweihundert Gottesdienstfeiernde habe. Die Odenbacher wiesen das Ansinnen zunächst zurück, jedoch entschied die Zweibrücker Regierung zugunsten der Hirsauer Kirche, deren Pfarrer Franzenius im darauffolgenden Jahr anlässlich eines Todesfalles die Wiedererlangung der großen Glocke dokumentierte.
Um die Kirche zieht sich der Friedhof, dessen Mauer und das spitzbogige Tor aus dem 15. Jahrhundert stammen.
Die Hirsauer Kirche war im Mittelalter die Pfarrkirche für die Gemeinden des „Eßweiler Tales“, zu dem die Dörfer Eßweiler, Oberweiler im Tal, Hinzweiler, Nerzweiler, Hundheim, Aschbach, Horschbach, Elzweiler und Hachenbach gehörten. Heute ist die Hirsauer Kirche eine evangelische Pfarrkirche und gehört zur Kirchengemeinde Hinzweiler.